# Клімов Федот Іванович
Клімов Федот Іванович (нар.14 березня 1894 р. — помер 1988 р.) — садовод-мічурінець.

## Біографія
Народився 14 березня 1894 року в с. Новоселиця Полонського району. Батьки служили в пана Карвіцького, мали садибу та земельну ділянку розміром 16 десятин (18 га).
В 1910 р. у 16-річному віці закінчив школу. Займався землеробством, бджільництвом (пасіка нараховувала сотню вуликів), садівництвом.
В 1929 році кілька багатших сімей у Новоселиці розкуркулили. Взимку 1930 року Клімову запропонували написати заяву про вступ до колгоспу і передати туди все нажите багатство. Став членом колгоспу та віддав у колективну власність землю, робочу худобу, 2000 дичок, 1200 окулірованих дерев та 800 однорічних саджанців.
Навесні голодного 1933 року в Новоселиці зусиллями Федота Івановича та його помічників було посаджено перших 12 гектарів саду. Жодного чоловіка з бригади не репресували.
Під час Другої світової війни воював, дійшов до Берліна. Після війни повернувся працювати в сад.
В садку та плодорозсаднику налічувалося десять сортів плодових дерев. Федот Іванович завіз саджанці нових перспективних на той час сортів яблунь: Пепін шафранний, Кальвіль мліївський, Джонатан, Бойкен, Осіннє золото.
Згуртував чисельну садову бригаду, організував ще одну бригаду з вирощування плодових саджанців за повним циклом. Колгосп ім. Леніна с. Новоселиця в 50-х роках став відомим на всю область, а від реалізації яблук і саджанців йшло значне наповнювання колгоспної казни.
Листувався Федот Іванович з Мічуріним, запрошували його до Москви. Статті Клімова з'явилися у фахових журналах. Федота Івановича називали ударником п'ятирічки, мічурінцем, найпершим садоводом, районним вченим і дослідником.
В 1955 році Клімов з колективом виростив по 18000 штук плодових саджанців з гектара у розсаднику на площі 5 гектарів. Він виховав плеяду садівників, навчив творчо працювати та видав в 1963 році брошуру «Сади — наше багатство».
Помер в 1988 році.
При в'їзді в сад встановлено меморіальну дошку Клімову Федоту Івановичу. У сільському музеї при Будинку культури чільне місце відведене періоду епохи цієї людини.

## Нагороди
Нагороджений орденами Леніна та Трудового Червоного Прапора, медалями, трьома дипломами, 18 похвальними грамотами, знаком «Знатний садовод».